# The One After the Superbowl
«The One After the Superbowl» es un episodio de doble duración perteneciente a la segunda temporada de la comedia de situación Friends. Fue estrenado en la cadena National Broadcasting Company (NBC) en los Estados Unidos el 28 de enero de 1996, después de la transmisión de NBC del Super Bowl XXX. La decisión de la cadena de transmitir el episodio después del Super Bowl fue tomada para convertirla en la transmisión más vista. Algunas celebridades, tales como Brooke Shields, Chris Isaak, Julia Roberts, Jean-Claude Van Damme, Fred Willard y Dan Castellaneta, fueron invitados para participar en el episodio y así lograr que el programa tuviera más audiencia y aumentaran además los ingresos de publicidad. 
El argumento principal del episodio muestra a Ross (David Schwimmer) buscando a su ex mascota mono, Marcel, y descubriendo que él está trabajando en una película ambientada en Nueva York. La primera parte del episodio fue escrita por Michael Borkow y la segunda por Mike Sikowitz y Jeffrey Astrof. Ambas partes fueron dirigidas por Michael Lembeck. El episodio tuvo 52,9 millones de espectadores, convirtiéndolo en el episodio más visto de la historia del programa. Desde su emisión, "The One After the Superbowl" ha recibido críticas mixtas.

## Trama
Después de ver un mono en un comercial de cerveza que le recuerda a su antiguo mono Marcel, Ross decide visitar a su amigo en el Zoológico de San Diego. Cuando Ross no puede encontrar al mono, el administrador del zoológico (Fred Willard) le dice que murió. Sin embargo, el conserje del zoológico (Dan Castellaneta) le dice a Ross que Marcel fue obligado a entrar al mundo del espectáculo y que recientemente está filmando una película en Nueva York. Mientras tanto, Joey (Matt LeBlanc) tiene que lidiar con una acosadora (Brooke Shields) quien piensa que Joey es en verdad el "Dr. Drake Ramoray", personaje que interpreta en Days of Our Lives. Aun así, Joey tiene una cita con ella. Lo deja cuando sospecha que "Drake" la está engañando con una mujer (con otro personaje de Days of Our Lives). Phoebe (Lisa Kudrow) sale con un hombre (Chris Isaak) quien la contrata para hacer un concierto infantil.
Ross, esperando reunirse con Marcel, lo busca en el set de filmación. Mientras tanto, Joey convence al asistente de producción de conseguirle un papel en la película. Mientras en el set, Chandler (Matthew Perry) se encuentra con una antigua compañera de la infancia, Susie "Underpants" Moss (Julia Roberts) trabajando en producción, con quien tiene una divertida historia; cuando estaban en primaria, Chandler levantó la falda de Susie cuando estaba en el escenario mostrando sus pantaletas a toda la escuela. Planean una cita, pero Chandler no se da cuenta de que es una trampa para vengarse. Después de convencerlo de que se pusiera sus pantaletas, Susie se va del baño del restaurante donde estaban cenando, dejando a Chandler semidesnudo. Mientras tanto, Monica (Courteney Cox) y Rachel (Jennifer Aniston) conocen a la estrella de cine Jean-Claude Van Damme, y compiten por su atención. Esto causa una pelea entre ellas, por querer salir con él. Ambas lo dejan cuando trata de convencerlas de hacer un trío con Drew Barrymore. Ross finalmente se reúne con Marcel y Joey consigue un pequeño papel en la película, pero pierde su corto diálogo por sobreactuar.

## Producción

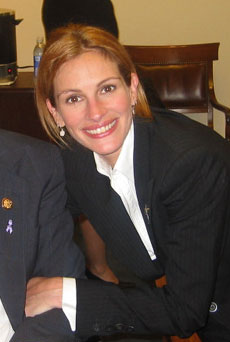
Julia Roberts fue una de las estrellas invitadas en el episodio.

La primera parte de "The One After the Superbowl" fue escrita por Michael Borkow y la segunda por Mike Sikowitz y Jeffrey Astrof. Ambas partes fueron dirigidas por Michael Lembeck. El 28 de enero de 1996, en el estreno del episodio, el productor ejecutivo Kevin S. Bright comentó: "Será más grande que cualquier otro episodio de Friends. Hoy daremos un paso adelante". A principios de enero de 1996, fue confirmada la participación de Julia Roberts, Brooke Shields, Chris Isaak y Jean-Claude Van Damme en “The One After the Superbowl”. El actor y comediante Fred Willard y Dan Castellaneta también tuvieron un pequeño papel en el episodio, como el administrador y conserje del zoológico respectivamente.
Bright comentó que la actuación de Shields era “un poco tonta” al principio, pero “se convirtió en una muy divertida actuación”. Shields comentó que cuando le pidieron que apareciera en la serie, dijo que “aceptó de inmediato”. 
Roberts grabó sus escenas del 6 al 8 de enero. Ella tuvo una relación con uno de los protagonistas de la serie, Matthew Perry en la vida real, la audiencia comentó acerca del beso de ellos dos en el episodio diciendo: “Julia vio a Matt y dijo 'me alegra haber ensayado esto durante el fin de semana'”. Un personal del sonido comentó: "He visto otros besos antes, pero este fue el mejor. Realmente lo sintieron". Roberts sintió que su aparición en el show fue "la cosa más nerviosa" que había llevado a cabo desde la audición para Pretty Woman. "Quería hacer lo mejor que pudiera. [Perry] es increíblemente divertido, y deseaba transmitir ese mismo tipo de alegría".
La decisión de transmitir el episodio directamente después del Super Bowl XXX fue tomada por la cadena NBC con la esperanza de convertirlo en “la mayor recaudación de ingresos en la historia de la televisión”. Fueron invitados al programa para conseguir más audiencia y aumentar los ingresos de publicidad. En años pasados, las cadenas habían "explotado" el Super Bowl para lanzar una nueva serie. NBC hizo una excepción con Friends porque creyeron que podía obtener más ingresos que una serie nueva. Curt King, el gerente de prensa de Friends, comentó: "Traten de pensar en una serie que fue estrenada después de algún Super Bowl y nombren uno que sigue al aire. Lo que decidimos hacer este año fue no estrenar otra serie, en vez de eso, decidimos transmitir un episodio extra-especial de un show que realmente les agrade mucho”.

## Recepción

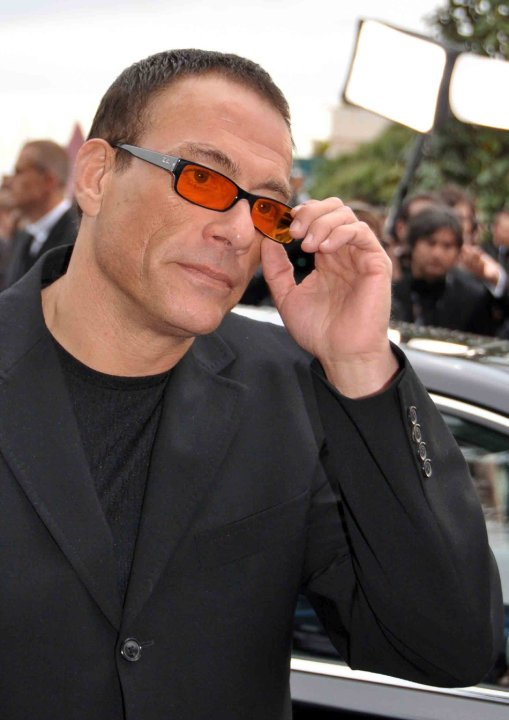
Jean-Claude Van Damme fue otra de las estrellas invitadas en el episodio.

"The One After the Superbowl" es el episodio más visto en la historia Friends, con un total de 52.9 millones de espectadores. Este episodio generó un rating Nielsen de 29.5 y 47 % de audiencia, haciéndola la mayor audiencia obtenida de una comedia de situación después del Super Bowl. La tarifa de publicidad de "The One After the Superbowl" fue de un promedio de 600 000 USD por 30 segundos de tiempo comercial. Esta fue una de las más grandes tarifas de una comedia de situación en el momento. El director del episodio, Michael Lembeck, ganó un Emmy en 1996 en la categoría de "Outstanding Individual Achievement in Directing for a Comedy Series" por este episodio, el único Emmy ganado por Friends ese año.
"The One After the Superbowl" recibió críticas mixtas de críticos de televisión. Lisa Davis de Fort Worth Star-Telegram llamó a las apariciones estelares "una maniobra descarada para conseguir más público”. Tim Goodman de The Charlotte Observer comentó que "recurrir a estrellas famosas" le causó "náuseas" y también que los productores “debieron hacer a Bernie Kopell un miembro del elenco y rehacer The Love Boat". Diane Holloway de Austin American-Statesman también notó ciertas similitudes con la serie de televisión The Love Boat, conocida por sus muchas estrellas invitadas: "[El episodio] tuvo un par de cosas divertidas, pero terminó como una versión más joven de The Love Boat". Entertainment Weekly describió al episodio como "fragmentado, con mal ritmo y solo esporádicamente gracioso. Colin Jacobson de DVD Movie Guide comentó que los cameos de Willard y Castellaneta “fueron las mejores partes del episodio”.
Shields fue aclamada por su actuación. Alan Pergament de The Buffalo News dice que ella "mostró una cara diferente y fue la mejor estrella invitada" en el episodio. Peter Marks de The New York Times comentó que el rendimiento de Shields fue "tan inquieta y desenfrenada" que le "robó el episodio" a Roberts y a Isaak. Jae-ha, Kim del Chicago Sun-Times comentó que la química entre Perry y Roberts fue "auténtica" y que Shields "pudo haber encontrado su lado cómico". Su actuación en el episodio impresionó tanto, que se le ofreció su propia comedia, Suddenly Susan. En discusión de la actuación de Shields, Joanne Ostrow de The Denver Post señaló que "hizo un giro agradable para ayudar a su estancada carrera". También comentó que la aparición de Roberts tuvo "poco efecto".
Ostrow comentó que la historia de Monica y Rachel "fue aburrida y perezosa". Kim, sin embargo, pensó que la historia ofreció algunos "momentos divertidos". Ostrow elogió a los miembros del elenco, Lisa Kudrow y David Schwimmer por sus actuaciones. "Lisa Kudrow, como Phoebe, una cantante de canciones folclóricas veraces, sigue siendo una de las mejores cosas de Friends y David Schwimmer puede hacer todo divertido, incluso los momentos emocionales frente a un mono". Earl Cressey del DVD Talk nombró el episodio uno de los aspectos más destacados de la segunda temporada de Friends. Hal Boedeker de The Orlando Sentinel elogió "The One After the Superbowl" por ser mejor que la mayoría de los episodios de la serie y "gratamente en sintonía con el espíritu de Friends". Los autores de Friends Like Us: The Unofficial Guide to Friends escribieron que hubo "algunos momentos encantadores" en el episodio. Nombraron a Roberts la "fina-estrella invitada", mientras que la actuación de Van Damme fue "embarazosa". Pergament dijo que "The One After the Superbowl" "tuvo sus momentos", pero que se sintió más como un episodio de Seinfeld que un episodio de Friends. Ann Hodges de Houston Chronicle dio al episodio una reseña negativa, comentando que los escritores de Friends "perdieron el toque" con la: "ropa interior femenina, tres tipos de chistes sobre sexo y un mono — eso fue todo. El insípido y estúpido guion fue un insulto a las estrellas invitadas como Julia Roberts y Jean-Claude Van Damme". Obtuvo el grado de "Magnífico" (en inglés, Superb) en TV.com, con 9,0 sobre 10 de calificación (de 512 votos).